# The Misleading Lady (film fra 1920)
The Misleading Lady er en amerikansk stumfilm fra 1920 af George Irving og George W. Terwilliger.

## Medvirkende
- Bert Lytell som Jack Craigen
- Lucy Cotton som Helen Steele
- Frank Currier som Napoleon
- Stephen Grattan som Cannell
- Rae Allen som Mrs. Cannell
- Cyril Chadwick som Tracey
- Barnet Parker som Steve
- Arthur Hausman